# طبقة حدية

تغير السرعة لطبقة حدية في جريان صغائحي

تعرف الطبقة الحدية في ميكانيك السوائل بأنها الطبقة من السائل والتي تكون مجاورة لحدود سطح صلب كجدران الوعاء الحاوي له. ويكون تأثير اللزوجة هام جداً ضمن هذه الطبقة. كما تتأثر الطبقة الحدية بطبيعة الجريان. تتدرج سرعة الجريان ضمن الطبقة الحدية في الجريان الصفائحي من 0 عند نقطة التماس مع الجدار إلى السرعة الاسمية عند نهاية الطبقة.